# ورزقان (ميانة)
ورزقان هي قرية في مقاطعة ميانة، إيران. عدد سكان هذه القرية هو 1,180 في سنة 2006.